# Иллизи (вилайет)
Илли́зи (араб. ولاية اليزي‎) — вилайет в юго-восточной части Алжира, одноимённый своему административному центру, городу Иллизи.

## Географическое положение
Вилайет расположен на восточной границе Алжира с Ливией в пустыне Сахара.
Вилайет Иллизи граничит с вилайетами Уаргла на севере и Таманрассет на западе.

## Население
Вилайет малонаселённый, многие жители — туареги.

## Административное деление
Административно вилайет разделён на 3 округа и 6 коммун:
| № на карте | Округ                 | Число коммун | Население, чел. (2008) | Площадь, км² | Коммуны                                                                     |
| ---------- | --------------------- | ------------ | ---------------------- | ------------ | --------------------------------------------------------------------------- |
| 1          | Иллизи (Illizi)       | 1            | 17 252                 | 75 945       | Иллизи (Illizi)                                                             |
| 2          | Джанет (Djanet)       | 2            | 17 618                 | 86 185       | Джанет (Djanet), Бордж-эль-Хауас (Bordj El Haouas)                          |
| 3          | Ин-Аменас (In Amenas) | 3            | 17 462                 | 128 730      | Ин-Аменас (In Amenas), Бордж-Омар-Дрисс (Bordj Omar Driss), Дебдеб (Debdeb) |